# Il barbiere di Siviglia (Morlacchi)
Il barbiere di Siviglia (título original en italiano; en español, El barbero de Sevilla) es un drama jocoso en cuatro actos con música de Francesco Morlacchi y libreto en italiano de Giuseppe Petrosellini, basado en la comedia Le Barbier de Séville del dramaturgo francés Pierre-Augustin Caron de Beaumarchais. Se estrenó el 27 de abril de 1816 en el Teatro di corte de Dresde, Alemania. Utilizó el libreto que musicó Giovanni Paisiello en el año 1782.

## Historia
Tras su llegada a la corte de Dresde, en 1810, donde ejerció como maestro de capilla y director de la ópera italiana, Morlacchi compuso un drama semiserio, Raoul di Crequy. Pero todas las óperas posteriores que escribió para la ciudad alemana correspondieron al género bufo. Il barbiere di Siviglia, en concreto, fue un encargo de la corte Sajona en 1815, aunque Morlacchi tardó en componerla desde enero de 1815 hasta abril de 1816. Pese a que ese mismo 1816 Rossini estrenó también su Il barbiere di Siviglia con un nuevo libreto de Cesare Sterbini, Morlacchi (que no tuvo ocasión de conocer la obra rossiniana mientras componía la suya) se basó en el libreto que Giuseppe Petrosellini había escrito en 1782 para la ópera homónima de Giovanni Paisiello.. Este libreto se mostraba ya anticuado, pero Morlacchi, como gran defensor de la ópera bufa napolitana, se mantuvo fiel al esquema de la ópera de Paisiello en su propia obra.
El estreno de la ópera, en 1816, fue un éxito, pese a las diferencias musicales existentes en la ciudad entre italianófilos y germanófilos, y la ópera se repitió en las dos siguientes temporadas, 1817 y 1818, manteniendo en ambos casos el mismo reparto del estreno. No hay en cambio constancia de que la ópera se representara fuera de Dresde.
La ópera fue recuperada en época moderna lo días 8 y 9 de septiembre de 1989 en el Teatro Soziale Amelia, provincia de Terni, representaciones de las que se publicó una grabación discográfica.. La ópera también se representó en Montpellier en 1993.

## Personajes
| Personaje                                                                           | Voz     | Elenco del estreno         |
| ----------------------------------------------------------------------------------- | ------- | -------------------------- |
| Conte d'Almaviva (grande de España, enamorado de Rosina, bajo el nombre de Lindoro) | tenor   | Antonio Benelli            |
| Rosina (huérfana, pupila de Bartolo, enamorada de Lindoro)                          | soprano | Luigia Sandrini Caravoglia |
| Don Bartolo (médico, tutor de Rosina, celosamente enamorado de ella)                | bajo    | Luigi Bassi                |
| Figaro (barbero en Sevilla)                                                         | bajo    | Gioacchino Benincasa       |
| Don Basilio (organista, maestro de música de Rosina, amigo y confidente de Bartolo) | bajo    | Giuseppe Decavanti         |
| Giovinetto (viejo sirviente de Bartolo)                                             | tenor   | Franz Loebel               |
| Svegliato (joven imbécil, sirviente de Bartolo)                                     | bajo    | Johann Aloys Mieksch       |
| Notario                                                                             | bajo    | Nicola Quilici             |
| Capo di giustizia (juez)                                                            | tenor   | Giuseppe Paris             |

## Argumento
La acción tiene lugar en Sevilla.
Acto I
Plaza ante la casa de Bartolo
Llega el conde, disfrazado, a su hora habitual para encontrarse con Rosina, pero es interrumpido por la llegada de Figaro. Ambos se reconocen, y al conde le sorprende encontrar allí a quien fuera su antiguo criado; Figaro le cuenta que fue despedido del puesto para el que le recomendó el conde, y desde entonces recorrió todo el país componiendo, hasta que se afincó en Sevilla (aria: Scorsi già molti paesi). El conde consigue que Figaro le ayude en sus propósitos, pero tiene que esconderse cuando Rosina abre la ventana y deja caer una hoja, que dice que es una partitura del aria de la comedia "La inútil precaución"; Bartolo baja a recogerla, pero no la encuentra, ya que es en realidad un mensaje para el conde, que ya la ha cogido. Cuando ambos entran de nuevo en la casa, el conde lee la canción, que debe cantar e insertar en ella su nombre. El conde le cuenta a Figaro que conoció a Rosina en Madrid y la buscó de nuevo en vano, hasta descubrir que es una huérfana de noble ascendencia, esposa de un doctor; Figaro le dice que no es su esposa, sino solo su pupila, pero Bartolo está celosamente enamorado de ella. Figaro tiene acceso a la casa, ya que es el barbero del doctor, y prepara un plan para que el conde entre disfrazado de soldado borracho. Bartolo sale, enfadado porque no llega Basilio, que tiene que ayudarle para casarse con Rosina al día siguiente. El conde se propone entonces casarse con ella ese mismo día. Canta la canción que Rosina le ha lanzado, le dice que se llama Lindoro y que es pobre (aria: Saper bramate), y luego parte para coger un traje de militar y llevar dinero para Figaro.
Acto II
Habitación de Rosina
Rosina, que ha escrito una carta para su adorado Lindoro, teme que Bartolo se entere de lo sucedido. Llega Figaro, y ella, como le ha visto con Lindoro, le pregunta quién es; él le dice que es un pariente suyo que ha venido a Sevilla a estudiar, pero que está perdidamente enamorado de ella. Rosina le entrega entonces la carta para que se la entregue a Lindoro.Cuando Figaro se va llega Bartolo, que tiene celos incluso de su barbero, y pregunta a sus sirvientes si Figaro ha hablado con Rosina y si ella le ha entregado una carta. Llega Basilio, y le cuenta a Bartolo que ha llegado el conde de Almaviva, el mismo que buscaba a Rosina en Madrid. Bartolo teme no poder enfrentarse a un noble, y Basilio le sugiere entonces que cuente una calumnia que dé mala fama al conde (aria: La calunnia, mio signore). Figaro estaba escondido y escucha todo, así que le cuenta a Rosina que Bartolo quiere casarse con ella al día siguiente, pero promete impedirlo, antes de partir. Bartolo descubre entonces que Rosina ha escrito una carta; ella trata de disimular, pero él insiste en no creer sus excusas y amenaza con encerrarla (aria: Veramente ho torto). Llega entonces el conde, disfrazado de soldado, fingiéndose borracho y molestando con sus palabras a Bartolo; le presenta una carta que obliga a Bartolo a darle alojamiento, pero él tiene una salvaguarda para no hacerlo. Al final, el conde consigue que Rosina reciba la carta que le trae. Cuando el soldado se va, Bartolo insiste en leer la carta, pero Rosina consigue cambiarla y le da la carta que le mandó su primo el día anterior. Bartolo se va satisfecho, mientras Rosina jura su amor a Lindoro (aria: Giusto ciel che conoscete)
Acto III
Habitación en casa de Bartolo
Bartolo está preocupado porque Rosina le ha dicho que no quiere lecciones de música de Basilio. Llega entonces el conde, disfrazado como Alonzo, alumno de Basilio, que viene a dar la lección de música a Rosina, ya que Basilio está enfermo. Para calmar a Bartolo, que quiere ir a ver a Basilio de inmediato, Alonzo le muestra una carta de Rosina al conde que Basilio ha interceptado. Alonzo le dice que deben enseñar la carta a Rosina y decirle que el conde se la entregó a un vasallo suyo, a quien cede la muchacha. Bartolo acepta la calumnia, y va en busca de Rosina. El conde se alegra de que Figaro le haya ayudado a hacer frente a todos los problemas que le va a presentar Bartolo. Llega Rosina, que, al reconocer a "Lindoro", acepta la lección de música, y canta un aria de "La inútil precaución", pero aprovecha cuando Bartolo se duerme para abrazar a su amado (aria: Già riede primavera). Cuando Bartolo despierta, insiste en catar un aria de su época, porque las de estilo moderno no le gustan (fandango: Vuoi tu Rosina). Llega Figaro para afeitar a Bartolo, y así consigue la llave de la celosía del balcón de Rosina, pero Bartolo sospecha que Figaro es un aliado del conde. Aparece entonces Don Basilio, que no reconoce a Alonzo, pero entre el conde, Rosina y Figaro, consiguen convencerlo de que está enfermo y se vaya a su casa. Mientras Figaro afeita a Bartolo, el conde le cuenta a Rosina que tiene la llave del balcón y que irá a buscarla esa misma noche. Rosina al saberse tan cerca de la libertad, desafía a Bartolo, que estalla de la rabia.
Acto IV
Habitación en casa de Bartolo
Basilio le cuenta a Bartolo que el tal Alonzo seguramente era el propio conde, lo que obliga a Bartolo a apresurar sus planes de casarse con Rosina a esa misma noche. Basilio parte en busca del notario, y Bartolo l entrega sus llaves. Bartolo le cuenta a Rosina que tiene la carta que escribió ella para el conde, y que Figaro y Alonzo son sus secuaces. Ella entiende que Lindoro la ha seducido para entregársela al conde y, humillada confiesa que Lindoro tiene la llave para llevársela esa noche; ante el miedo a que esté armado, Bartolo parte en busca de un juez. Entran Figaro y el conde por el balcón; Rosina lo rechaza temiendo ser entregada al conde, pero entonces Lindoro revela que él mismo es el conde. Ella entonces acepta huir, pero Figaro informa que Bartolo se ha llevado la escalera por la que han subido. Se abre entonces la puerta y entra Basilio con el notario; el conde aprovecha para casarse con Rosina, siendo testigos Figaro y Basilio, a quien soborna. Llega Bartolo con un juez para detener a los intrusos pero se sorprende al ver a Basilio y a un notario. Se entera de que el conde y Rosina se han casado y trata de evitarlo, pero el juez se pone de parte de la pareja. Bartolo reconoce que todo lo que ha hecho ha sido en realidad una "inútil precaución".

## Estructrura
- Sinfonía

Acto I
- Introducción Ecco l'ora s'avvicina (Conte, Figaro)
- Aria Scorsi già molti paesi (Figaro, Conte)
- Cavatina a duo Lode al ciel (Rosina, Bartolo, Figaro, Conte)
- Canción Saper bramate (Conte, Figaro)
- Dueto Non dubitare, Figaro (Conte, Figaro)

Acto II
- Dueto È permesso di sapere (Rosina, Figaro, Bartolo)
- Terceto Dimmi un poco, scimunito (Bartolo, Giovinetto, Svegliato, Basilio)
- Aria La calunnia, mio signore (Basilio, Bartolo, Figaro, Rosina)
- Aria Veramente ho torto (Bartolo, Conte, Rosina)
- Terceto Ah Rosina! (Rosina, Conte, Bartolo)
- Aria Giusto ciel che conoscete (Rosina)

Acto III
- Dueto Oh che umor (Bartolo, Conte, Rosina)
- Aria Già riede primavera (Rosina, Conte, Bartolo)
- Fandango Vuoi tu Rosina (Bartolo, Rosina, Conte, Figaro)
- Quinteto Giusto cielo - Quest'è il diavolo (Conte, Figaro, Rosina, Bartolo, Basilio)

Acto IV
- Introducción (tormenta) y recitativo Come, Basilio! (Bartolo, Basilio, Rosina, Conte, Figaro)
- Recitativo y Finale Io t'aspettavo - Come sei tu il mio bene (Conte, Rosina, Figaro, Basilio, Notario, Juez)

## Discografía
| Año  | Reparto (XX, XX, XX)                                                                        | Director de Orquesta | Sello discográfico |
| ---- | ------------------------------------------------------------------------------------------- | -------------------- | ------------------ |
| 1989 | Alessandra Ruffini, Maurizio Comencini, Romano Franceschetto, Giorgio Gatti, Aurio Tomicich | Gabriele Catalucci   | Bongiovanni        |